# BET Award for Best Collaboration
Der BET Award for Best Collaboration wird seit 2003 im Rahmen der BET Awards verliehen. Mit vier Awards erhielt Drake den Award am häufigsten.

## Liste der Gewinnerinnen und Nominierten
Die Gewinner sind vorangestellt und in Fettschrift.

### 2000er
| Jahr                                                                                         | Interpret                           | Song  | Ref |
| -------------------------------------------------------------------------------------------- | ----------------------------------- | ----- | --- |
| 2003                                                                                         |                                     |       |     |
| Snoop Dogg feat. Pharrell Williams & Charlie Wilson (Musiker)                                | Beautiful                           | [ 1 ] |     |
| Nelly featuring Kelly Rowland                                                                | Dilemma                             | [ 1 ] |     |
| Erykah Badu featuring Common                                                                 | Love of My Life (An Ode to Hip-Hop) | [ 1 ] |     |
| Jay Z featuring Beyoncé                                                                      | ’03 Bonnie & Clyde                  | [ 1 ] |     |
| Missy Elliott featuring Ludacris & Ms. Jade                                                  | Gossip Folks                        | [ 1 ] |     |
| 2004                                                                                         |                                     | [ 1 ] |     |
| Beyoncé featuring Jay Z                                                                      | Crazy in Love                       | [ 2 ] |     |
| Twista featuring Kanye West & Jamie Foxx                                                     | Slow Jamz                           | [ 2 ] |     |
| Pharrell Williams featuring Jay-Z                                                            | Frontin’                            | [ 2 ] |     |
| Outkast (feat. Sleepy Brown)                                                                 | The Way You Move                    | [ 2 ] |     |
| Usher (feat. Lil' Jon and Ludacris)                                                          | Yeah!                               | [ 2 ] |     |
| 2005                                                                                         |                                     | [ 2 ] |     |
| Ciara featuring Missy Elliott                                                                | 1, 2 Step                           | [ 3 ] |     |
| Usher featuring Alicia Keys                                                                  | My Boo                              | [ 3 ] |     |
| The Game featuring 50 Cent                                                                   | Hate It or Love It                  | [ 3 ] |     |
| Jadakiss featuring Anthony Hamilton                                                          | Why                                 | [ 3 ] |     |
| Snoop Dogg (feat. Pharrell Williams)                                                         | Drop It Like It’s Hot               | [ 3 ] |     |
| Destiny’s Child featuring Lil Wayne and T.I.                                                 | Soldier                             | [ 3 ] |     |
| 2006                                                                                         |                                     | [ 3 ] |     |
| Kanye West (feat. Jamie Foxx)                                                                | Gold Digger                         | [ 4 ] |     |
| Busta Rhymes featuring Papoose, Rah Digga, – Missy Elliott, DMX, Mary J. Blige & Lloyd Banks | Touch It (remix)                    | [ 4 ] |     |
| Bow Wow featuring Ciara                                                                      | Like You                            | [ 4 ] |     |
| Jamie Foxx featuring Ludacris                                                                | Unpredictable                       | [ 4 ] |     |
| Beyoncé featuring Slim Thug & Bun B                                                          | Check on It                         | [ 4 ] |     |
| 2007                                                                                         |                                     | [ 4 ] |     |
| Ludacris feat. Mary J. Blige                                                                 | Runaway Love                        | [ 5 ] |     |
| Beyoncé feat. Jay-Z                                                                          | Déjà Vu                             | [ 5 ] |     |
| Beyoncé feat. Jay-Z                                                                          | Upgrade U                           | [ 5 ] |     |
| Diddy feat. Keyshia Cole                                                                     | Last Night                          | [ 5 ] |     |
| Akon feat. Snoop Dogg                                                                        | I Wanna Love You                    | [ 5 ] |     |
| 2008                                                                                         |                                     | [ 5 ] |     |
| Kanye West featuring T-Pain                                                                  | Good Life                           | [ 6 ] |     |
| Keyshia Cole feat. Missy Elliott and Lil’ Kim                                                | Let It Go                           | [ 6 ] |     |
| Chris Brown feat. T-Pain                                                                     | Kiss Kiss                           | [ 6 ] |     |
| Flo Rida feat. T-Pain                                                                        | Low                                 | [ 6 ] |     |
| DJ Khaled feat. Akon, T.I., Rick Ross, Fat Joe, Birdman and Lil Wayne                        | We Takin’ Over                      | [ 6 ] |     |
| 2009                                                                                         |                                     | [ 6 ] |     |
| Jamie Foxx feat. T-Pain                                                                      | Blame It                            | [ 7 ] |     |
| Keri Hilson feat. Lil Wayne                                                                  | Turnin Me On                        | [ 7 ] |     |
| Jim Jones feat. Ron Browz and Juelz Santana                                                  | Pop Champagne                       | [ 7 ] |     |
| T.I. (feat. Rihanna)                                                                         | Live Your Life                      | [ 7 ] |     |
| Yung L.A. feat. Young Dro and T.I.                                                           | Ain’t I                             | [ 7 ] |     |

### 2010er
| Jahr                                                | Interpret                    | Video  | Ref |
| --------------------------------------------------- | ---------------------------- | ------ | --- |
| 2010                                                |                              |        |     |
| Jay-Z feat. Alicia Keys                             | Empire State of Mind         |        |     |
| Beyoncé feat. Lady Gaga                             | Video Phone                  |        |     |
| B.o.B (feat. Bruno Mars)                            | Nothin' On You               |        |     |
| Drake feat. Trey Songz                              | Successful                   |        |     |
| Drake feat. Lil Wayne, Kanye West & Eminem          | Forever                      |        |     |
| Trey Songz feat. Fabolous                           | Say Aah                      |        |     |
| 2011                                                |                              |        |     |
| Chris Brown (feat. Busta Rhymes and Lil Wayne)      | Look at Me Now               | [ 8 ]  |     |
| Kanye West feat. Rihanna                            | All of the Lights            | [ 8 ]  |     |
| B.o.B (feat. Hayley Williams)                       | Airplanes                    | [ 8 ]  |     |
| Chris Brown feat. Kevin McCall & Tyga               | Deuces                       | [ 8 ]  |     |
| Waka Flocka Flame feat. Wale & Roscoe Dash          | No Hands                     | [ 8 ]  |     |
| Rihanna feat. Drake                                 | What’s My Name?              | [ 8 ]  |     |
| 2012                                                |                              | [ 8 ]  |     |
| Wale feat. Miguel                                   | Lotus Flower Bomb            | [ 9 ]  |     |
| Beyoncé feat. J. Cole                               | Party                        | [ 9 ]  |     |
| Big Sean feat. Kanye West & Roscoe Dash             | Marvin Gaye & Chardonnay     | [ 9 ]  |     |
| DJ Khaled feat. Drake, Rick Ross & Lil Wayne        | I’m on One                   | [ 9 ]  |     |
| Drake feat. Lil Wayne & Tyga                        | The Motto                    | [ 9 ]  |     |
| Jay-Z & Kanye West feat. Otis Redding               | Otis                         | [ 9 ]  |     |
| 2013                                                |                              | [ 9 ]  |     |
| ASAP Rocky feat. Drake, 2 Chainz und Kendrick Lamar | Fuckin’ Problems             |        |     |
| 2 Chainz (feat. Drake)                              | No Lie                       |        |     |
| French Montana feat. Rick Ross, Drake & Lil Wayne   | Pop That                     |        |     |
| Kendrick Lamar feat. Drake                          | Poetic Justice               |        |     |
| Justin Timberlake feat. Jay-Z                       | Suit & Tie                   |        |     |
| Kanye West feat. Big Sean, Pusha T & 2 Chainz       | Mercy                        |        |     |
| 2014                                                |                              |        |     |
| Beyoncé featuring Jay Z                             | Drunk in Love                | [ 10 ] |     |
| August Alsina featuring Trinidad Jame$              | I Luv This Shit              | [ 10 ] |     |
| Drake featuring Majid Jordan                        | Hold On, We're Going Home    | [ 10 ] |     |
| Robin Thicke featuring T.I. and Pharrell Williams   | Blurred Lines                | [ 10 ] |     |
| Jay Z featuring Justin Timberlake                   | Holy Grail                   | [ 10 ] |     |
| YG featuring Jeezy and Rich Homie Quan              | My Hitta                     | [ 10 ] |     |
| 2015                                                |                              | [ 10 ] |     |
| Common and John Legend                              | Glory                        | [ 11 ] |     |
| August Alsina featuring Nicki Minaj                 | No Love (Remix)              | [ 11 ] |     |
| Big Sean featuring E–40                             | I Don’t Fuck with You        | [ 11 ] |     |
| Chris Brown (feat. Usher and Rick Ross)             | New Flame                    | [ 11 ] |     |
| Chris Brown featuring Lil Wayne and Tyga            | Loyal                        | [ 11 ] |     |
| Mark Ronson featuring Bruno Mars                    | Uptown Funk                  | [ 11 ] |     |
| 2016                                                |                              | [ 11 ] |     |
| Rihanna featuring Drake                             | Work                         | [ 12 ] |     |
| Big Sean featuring Chris Brown & Ty Dolla Sign      | Play No Games                | [ 12 ] |     |
| Big Sean featuring Kanye West & John Legend         | One Man Can Change the World | [ 12 ] |     |
| Future featuring Drake                              | Where Ya At                  | [ 12 ] |     |
| Nicki Minaj featuring Beyoncé                       | Feeling Myself               | [ 12 ] |     |
| 2017                                                |                              | [ 12 ] |     |
| Chance the Rapper featuring 2 Chainz & Lil Wayne    | No Problem                   | [ 13 ] |     |
| Migos featuring Lil Uzi Vert                        | Bad and Boujee               | [ 13 ] |     |
| Beyoncé featuring Kendrick Lamar                    | Freedom                      | [ 13 ] |     |
| Chris Brown featuring Gucci Mane & Usher            | Party                        | [ 13 ] |     |
| DJ Khaled featuring Beyoncé & Jay Z                 | Shining                      | [ 13 ] |     |
| Rae Sremmurd featuring Gucci Mane                   | Black Beatles                | [ 13 ] |     |
| 2018                                                |                              | [ 13 ] |     |
| DJ Khaled featuring Rihanna & Bryson Tiller         | Wild Thoughts                | [ 14 ] |     |
| Bruno Mars featuring Cardi B                        | Finesse (Remix)              | [ 14 ] |     |
| Kendrick Lamar featuring Rihanna                    | LOYALTY.                     | [ 14 ] |     |
| Cardi B featuring 21 Savage                         | Bartier Cardi                | [ 14 ] |     |
| DJ Khaled featuring Jay-Z, Future & Beyoncé         | Top Off                      | [ 14 ] |     |
| French Montana featuring Swae Lee                   | Unforgettable                | [ 14 ] |     |
| 2019                                                |                              |        |     |
| Travis Scott featuring Drake                        | Sicko Mode                   | [ 15 ] |     |
| Cardi B and Bruno Mars                              | Please Me                    | [ 15 ] |     |
| Cardi B, Bad Bunny & J Balvin                       | I Like It                    | [ 15 ] |     |
| H.E.R. featuring Bryson Tiller                      | Could’ve Been                | [ 15 ] |     |
| 21 Savage featuring J. Cole                         | A Lot                        | [ 15 ] |     |
| Tyga featuring Offset                               | Taste                        | [ 15 ] |     |

### 2020er
| Jahr                                                           | Interpret                     | Video  | Ref |
| -------------------------------------------------------------- | ----------------------------- | ------ | --- |
| 2020                                                           |                               |        |     |
| Chris Brown featuring Drake                                    | No Guidance                   |        |     |
| DJ Khaled featuring Nipsey Hussle & John Legend                | Higher                        |        |     |
| Future featuring Drake                                         | Life is Good                  |        |     |
| H.E.R. featuring YG                                            | Slide                         |        |     |
| Megan Thee Stallion featuring Nicki Minaj & Ty Dolla $ign      | Hot Girl Summer               |        |     |
| Wale featuring Jeremih                                         | On Chill                      |        |     |
| 2021                                                           |                               |        |     |
| Cardi B (feat. Megan Thee Stallion)                            | WAP                           | [ 16 ] |     |
| DaBaby featuring Roddy Ricch                                   | Rockstar                      | [ 16 ] |     |
| DJ Khaled featuring Drake                                      | Popstar                       | [ 16 ] |     |
| Jack Harlow featuring DaBaby, Tory Lanez and Lil Wayne         | Whats Poppin (Remix)          | [ 16 ] |     |
| Megan Thee Stallion featuring DaBaby                           | Cry Baby                      | [ 16 ] |     |
| Pop Smoke featuring Lil Baby and DaBaby                        | For the Night                 | [ 16 ] |     |
| 2022                                                           |                               |        |     |
| Wizkid featuring Justin Bieber and Tems                        | Essence                       | [ 17 ] |     |
| DJ Khaled featuring Lil Baby and Lil Durk                      | Every Chance I Get            | [ 17 ] |     |
| Baby Keem and Kendrick Lamar                                   | Family Ties                   | [ 17 ] |     |
| Doja Cat featuring SZA                                         | Kiss Me More                  | [ 17 ] |     |
| Drake featuring Future and Young Thug                          | Way 2 Sexy                    | [ 17 ] |     |
| Bia featuring Nicki Minaj                                      | Whole Lotta Money             | [ 17 ] |     |
| 2023                                                           |                               |        |     |
| Future featuring Drake & Tems                                  | Wait for U                    |        |     |
| GloRilla & Hitkidd                                             | F.N.F. (Let’s Go)             |        |     |
| Latto & Mariah Carey featuring DJ Khaled                       | Big Energy (Remix)            |        |     |
| Chris Brown featuring Wizkid                                   | Call Me Every Day             |        |     |
| PinkPantheress & Ice Spice                                     | Boy’s a Liar Pt. 2            |        |     |
| King Combs featuring Kodak Black                               | Can’t Stop Won’t Stop         |        |     |
| Metro Boomin, The Weeknd & 21 Savage                           | Creepin’                      |        |     |
| GloRilla & Cardi B                                             | Tomorrow 2                    |        |     |
| 2024                                                           |                               |        |     |
| Lil Durk featuring J. Cole                                     | All My Life                   |        |     |
| Beyoncé featuring Kendrick Lamar                               | America Has a Problem (Remix) |        |     |
| Nicki Minaj & Ice Spice with Aqua                              | Barbie World                  |        |     |
| Cardi B featuring Megan Thee Stallion                          | Call Me Every Day             |        |     |
| ¥$ (Ye & Ty Dolla Sign) featuring Rich the Kid & Playboi Carti | Carnival                      |        |     |
| Lola Brooke featuring Latto & Yung Miami                       | Don’t Play with It (Remix)    |        |     |
| Nicki Minaj featuring Lil Uzi Vert                             | Everybody                     |        |     |
| Usher, Summer Walker & 21 Savage                               | Tomorrow 2                    |        |     |
| Drake featuring Sexyy Red & SZA                                | Rich Baby Daddy               |        |     |

## Mehrfachgewinner und Nominierte

### Sieger
5 Siege
- Drake

3 Siege
- Jay-Z

2 Siege
- 2 Chainz
- Beyoncé
- Chris Brown
- Jamie Foxx
- Lil Wayne
- T-Pain
- Kanye West
- Rihanna
- Tems

### Nominierungen
19 Nominierungen
- Drake

12 Nominierungen
- Beyoncé

11 Nominierungen
- Jay-Z
- Lil Wayne

10 Nominierungen
- Kanye West

9 Nominierungen
- Chris Brown
- DJ Khaled

6 Nominierungen
- Cardi B
- Kendrick Lamar
- Nicki Minaj
- Rihanna

5 Nominierungen
- Big Sean
- Future
- T.I.
- T-Pain
- Usher

4 Nominierungen
- 2 Chainz
- 21 Savage
- DaBaby
- Missy Elliott
- Jamie Foxx
- Pharrell Williams
- Tyga
- Bruno Mars

3 Nominierungen
- J. Cole
- John Legend
- Megan Thee Stallion
- Rick Ross
- Snoop Dogg
- Ty Dolla Sign
- Wale

2 Nominierungen
- August Alsina
- Mary J. Blige
- Busta Rhymes
- Ciara
- Keyshia Cole
- Common
- Roscoe Dash
- French Montana
- GloRilla
- Gucci Mane
- H.E.R.
- Ice Spice
- Alicia Keys
- Latto
- Lil Baby
- Lil Durk
- Lil Uzi Vert
- Ludacris
- Trey Songz
- SZA
- Tems
- Justin Timberlake
- Bryson Tiller
- Wizkid
- YG